# S/2015 (357439) 1
S/2015 (357439) 1 é o componente secundário do asteroide próximo da Terra denominado de (357439) 2004 BL86.

## Descoberta
Esse objeto foi descoberto em 26 de janeiro de 2015 através de observações de radar feitas pelo Goldstone, na Califórnia, EUA. Sua descoberta foi anunciada em 27 de janeiro de 2015.

## Características físicas e orbitais
Este objeto tem um diâmetro com cerca de 70 metros, e orbita (357439) 2004 BL86 a uma distância média de 0,5 km completando uma órbita a cada 0,6 dias.